# Форс-Мажор (баскетбольный клуб)
«Форс-Мажор» — женский баскетбольный клуб из Санкт-Петербурга. Лучшим достижением команды является 2-е место в чемпионате России сезона 1994/95. Трёхкратный участник розыгрыша кубка Ронкетти (1993, 1996, 1997).

## История
«Форс-Мажор» образовался на базе расформированного клуба, чемпиона СССР 1990 года, «Электросила». После того как одноименный завод отказался от финансирования команды, возрождением питерского женского баскетбола стал заниматься бизнесмен Леонид Рутковский, ставший мужем Ирины Кущ (Рутковской). В первом же чемпионате России (1992) команда завоевала «бронзовые» медали, правда турнир был скоротечным, в течение одного месяца каждая команда сыграла семь игр. В следующем, уже полновесном первенстве России, клуб остановился на 5-м месте, через год на 6-м.
Сезон 1994/95 стал самым успешным для питерской команды, ведомая бессменным капитаном Ириной Рутковской, баскетболистки в регулярном первенстве заняли 3-е место и вышли в плей-офф. В полуфинале их ждало московское «Динамо», имевшее преимущество своей площадки, но «Форс-Мажор», одержав две победы: 90:78 (дома) и 89:84 (в гостях), выиграл серию 2-0. В финале они сошлись с «ЦСКА», в составе которых блистали американка Тереза Уизерспун (олимпийский чемпион — 1988), игроки сборной России: Елена Баранова (олимпийский чемпион — 1992), Татьяна Ларина, Марина Бурмистрова. Серия была проиграна всухую 0-3 (72:88, 53:102, 68:96). Итог: «серебряная» медаль первенства России.
Последующие сезоны команда стала опускаться по турнирной таблице всё ниже и ниже, а когда у Леонида Рутковского возникли проблемы в собственном бизнесе, в клубе перестали платить зарплату. В последнем своём сезоне «Форс-Мажор» занял последнее одиннадцатое место в чемпионате России, выиграв 3 матча из 34. После окончания первенства команда прекратила своё сосуществование.
В различное время, для целой группы будущих «звёзд» российского баскетбола, таких как, Илона Корстин, Светлана Абросимова, Мария Степанова, «Форс-Мажор» был первым профессиональным клубом в карьере.

### Статистика выступлений в Чемпионате России
| Сезон   | Лига        | Место | Прим. |
| ------- | ----------- | ----- | ----- |
| 1992    | Высшая лига | 3     |       |
| 1992/93 | Высшая лига | 5     |       |
| 1993/94 | Высшая лига | 6     |       |
| 1994/95 | Высшая лига | 2     |       |
| 1995/96 | Высшая лига | 5     |       |
| 1996/97 | Суперлига   | 7     |       |
| 1997/98 | Суперлига   | 11    |       |

## Достижения
- Серебряный призёр чемпионата России: 1995
- Бронзовый призёр чемпионата России: 1992

## Тренеры
- Евгений Кожевников (1992—1996)
- Анатолий Цедрик (1996—1997)
- Кира Тржескал (1997—1998)